# J Hus
J Hus, rodným jménem Momodou Jallow, (* 26. května 1995 Londýn) je anglický zpěvák. Jeho matka pochází z Gambie. Svou profesionální kariéru zahájil v roce 2015, kdy na internet nahrál několik demonahrávek. V roce 2017 se podílel na písni „High Roller“ z alba One Foot Out anglického rappera Ninese. Ve stejném roce spolupracoval i s dalšími umělci, včetně Stormzyho. Rovněž vydal své debutové album nazvané Common Sense. Album bylo nominováno na Mercury Prize.